# آسانوواتس
آسانوواتس (به صربی: Asanovac) یک روستا در صربستان است که در ژیتوراجا واقع شده‌است. آسانوواتس ۶۵ نفر جمعیت دارد.